# Johann Kaspar Ophoff
Johann Kaspar Ophoff (* März 1675 in Elberfeld (heute Stadtteil von Wuppertal); † März 1742 ebenda) war Bürgermeister von Elberfeld.
Ophoff wurde als Sohn des aus Elberfeld stammenden, aber später in Barmen als Garnbleicher arbeitenden Johannes Ophoff und dessen Frau Anna vom Scheidt geboren. Aus einer einfachen Bleicherfamilie stammend, zog er nach Elberfeld, wo er das Bürgerrecht bekam. Am 8. Juni 1702 heiratete er Maria Magdalena Teschemacher (1681–1717), deren Vater die am Ausgang zu Barmen liegende Wirtschaft „am letzten Heller“ betrieb. Noch 1703 wurde Johann Kaspar Ophoff selbst als Riemenschneider und Krämer bezeichnet, später war er als Kaufmann tätig. Mit Maria Teschemacher hatte er vier Kinder. Nachdem sie im Februar 1717 verstorben war, heiratete er Anfang August desselben Jahres die ursprünglich aus Radevormwald stammende Maria Katharina Volkmann (1690–1761). Sie war Tochter des Christoph Volkmann, der bereits 1696 Bürger von Elberfeld geworden war und selbst mehrere Jahre Ratsmitglied in Elberfeld und mit dem Bürgermeister der Jahre 1717 und 1724, Peter Wichelhausen, verwandt war. Mit seiner zweiten Frau hatte er drei weitere Kinder.
Johann Kaspar Ophoff wurde 1734 zum Bürgermeister vorgeschlagen, wurde aber nicht gewählt. Ohne je Ratsmitglied gewesen zu sein, wurde er 1740, im Alter von 65 Jahren erneut vorgeschlagen, und ins Amt gewählt. Er übte dieses Amt ein Jahr lang aus und wurde danach turnusgemäß Stadtrichter. Noch vor Ende seiner Amtszeit als Stadtrichter im Mai 1742, starb er im März. Die Beerdigung fand am 20. März statt.